# استان کوستروما

استان کوستروما در نقشهٔ روسیه.

استان کوستروما (به روسی: Костромска́я о́бласть، تلفظ: کُسْتْرُمْسْکایا اُبلاسْت) یکی از واحدهای فدرالی روسیه است.
مرکز این استان شهر کوستروما است.